# Georges Salomon
Georges Salomon (geb. am 18. November 1925 in Annecy; gest. am 5. Oktober 2010 ebenda) war ein französischer Unternehmer und Erfinder.

## Biografie
1947 gründete er zusammen mit seinem Vater eine Firma zur Herstellung von Zulieferteilen für die Ski-Industrie, die heutige Sportartikelfirma Salomon.
Ihm wird die Erfindung der modernen Sicherheitsskibindung im Jahre 1957 zugeschrieben, die von da an zügig die bisherige Technologie der Seilbindung ablöste.
Bei den Alpinen Skiweltmeisterschaften 1966 in Portillo, Chile, sorgte die Neuentwicklung des Bindungsautomaten, der bei einem Sturz automatisch den Skischuh vom Ski ablöst, für Aufsehen. In den 1970er Jahren wird sein Unternehmen das führende Ski-Unternehmen mit über eine Million verkaufter Skibindungen pro Jahr.
Nach schweren Zeiten für das Unternehmen in den 1990er Jahren verkaufte er 1997 sein Unternehmen mit 2000 Mitarbeitern an Adidas und trat aus der Unternehmensführung aus. Georges Salomon war verheiratet und hatte drei Söhne. Er starb am 5. Oktober 2010, an seinem Haus am See in Annecy, Frankreich und wurde am 8. Oktober 2010 in Annecy beerdigt.